# Evrymenés (Larissa)
Ne doit pas être confondu avec Dème d'Evrymenés (Ioánnina).
Le dème d'Evrymenés (en grec moderne : Δήμος Ευρυμενών / Dímos Evrymenón) est un ancien dème situé dans la périphérie de Thessalie en Grèce. Depuis 2010, il fait partie du dème d'Agiá.
Selon le recensement de 2011, la population du dème compte 1 939 habitants.